# Рід Сатомі

Родова емблема Сатомі.

Рід Сатомі (яп. 里見氏, さとみうじ) — японський самурайський рід 13 — 17 століття. Володів територією півострова Босо провінції Ава. Походив з роду Мінамото лінії Сейва.

## Короткі відомості
Згідно з родовою легендою, першим патріархом роду Сатомі був Нітта Йосітосі, син полководця Нітти Йосісіґе. Він оселився у волості Сатомі в повіті Усуй провінції Кодзкуке й змінив своє прізвище на Сатомі. Згодом його нащадки переселилися до Ави.
На початку 16 століття Сатомі Йосідзане, господар Татеями, об'єднав провінцію Ава, захопив сусідню провінцію Кадзуса й завоював півострів Міура. Його правнук, Сатомі Йосітака, разом із сином Сатомі Йосіхіро, уклав союз із родом Асікаґа для протистояння агресії північного роду Ходзьо, володарів Одавари. У битвах при Конодай в 1538 і 1564 роках Сатомі програли, але продовжували боротися за незалежність. 1590 року, під час походу об'єднувача Японії Тойотомі Хідейосі проти Ходзьо, Сатомі Йосіясу приєднався до сил Тойотомі. Після перемоги японський центральний уряд дарував йому 92 тисяч коку доходу і затвердив за ним землі Ави.
Після битви при Секіґахарі 1600 року Токуґава Ієясу збільшив володіння Сатомі на 30 тисяч коку за рахунок земель в провінції Хітаті. Проте за головування Сатомі Тадайосі, рід було втягнуто у політичні махінації старійшин сьоґунату Окубо Тадатіки й Окубо Наґаясу, в результаті чого уряд конфіскував усі землі Сатомі. Для покарання рід перевели до невеликого уділу в провінції Хокі, доходом 30 тисяч коку. Оскільки в Тадайосі не було спадкоємця, його рід згас в 1622 році.
В 19 столітті Сатомі здобули всеяпонську популярність завдяки оповіданню «Переказ про вісім собак Сатомі» авторства Кьокутея Бакіна.